# Касторний Олег Вікторович
Олег Вікторович Касторний (нар. 29 серпня 1970, Харків, УРСР) — радянський та український футболіст, захисник.

## Життєпис
Вихованець харківського «Металіста», за який виступав у 1987-1994 роках. За клуб зіграв 21 матч у чемпіонаті СРСР і 84 поєдинки в чемпіонаті України,  у складі клубу став також фіналістом кубка України в 1992 році. У 1995 році перейшов у донецький «Шахтар», але зігравши 2 матчі, переїхав до Росії, в липецький «Металург». У 1998 році перейшов у «Балтику», яка на той момент грала у вищій лізі. 28 березня в матчі проти московського «Динамо» дебютував у чемпіонаті Росії. 20 червня 1998 року в матчі першого раунду кубка Інтертото проти «Спартака» (Варна) дебютував в єврокубках. У тому розіграші кубку Інтертото зіграв 3 матчі та вдзначився 1 голом. Усього за калінінградський клуб провів 10 матчів у вищій лізі. У 1999 році перейшов у воронезький «Факел», допоміг команді вийти у вищу лігу. Всього за «Факел» в чемпіонаті Росії зіграв 35 матчів. Останнім клубом в Росії став красноярський «Металург». Закінчував кар'єру в українському клубі «Газовик-ХГВ».